# Château de Sheriff Hutton
Le château de Sheriff Hutton est un château quadrangulaire (en) situé dans le village de Sheriff Hutton, dans le Yorkshire du Nord, en Angleterre.

## Histoire
Le château, qui était à l'origine à motte castrale et dont on peut voir les vestiges au sud du cimetière, fut construit à cet endroit, dans la forêt de Gaultres, par Bertram de Bulmer, alors shérif d'York, sous le règne du roi Étienne (1135-1154). 
En 1471, à la mort de Richard Neville, lors de la bataille de Barnet, ses terres furent cédées à Richard, duc de Gloucester, frère d'Édouard IV. Richard séjourna souvent au château lorsqu'il occupait la fonction de Lord du Nord (en). Le fait qu'il soit situé à proximité de la ville d'York était très pratique pour Richard. 
Vers le milieu du mois d'octobre 1480, Richard était à Sheriff Hutton où le comte de Northumberland lui apprit que les Écossais pourraient tenter des représailles contre le groupe d'attaque que Richard avait conduit à travers les frontières. Le comte de Northumberland écrivit aux magistrats d'York, leur ordonnant de préparer une force armée. Ils envoyèrent un conseiller municipal au château de Sheriff Hutton afin d'y obtenir les conseils de Richard.

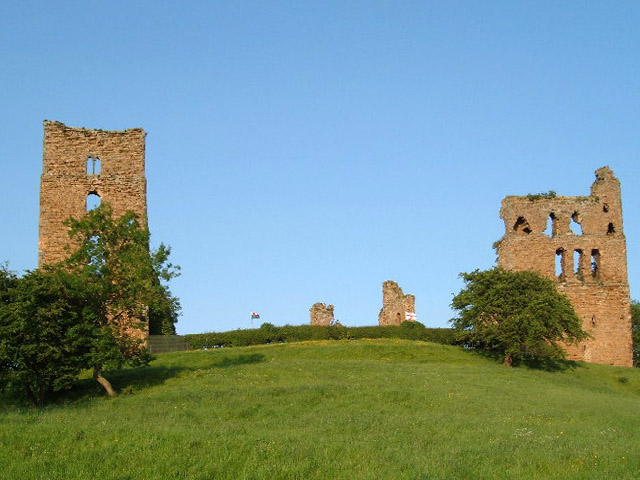
Le château de Sheriff Hutton

En 1484, Richard créa une maison royale pour le jeune Édouard, comte de Warwick, fils de Georges de Clarence et pour John, comte de Lincoln. En juillet 1484, Richard créa le Conseil du Nord (en), dont le siège principal était au château de Sheriff Hutton et au château de Sandal. Le Conseil dura un siècle et demi.
En 1485, alors qu'il attendait l'invasion de Henri Tudor à Nottingham, Richard envoya sa nièce, Élisabeth d'York, ses sœurs, et les comtes de Warwick, Lincoln, Lord Morley et John de Gloucester, au château.
Le château devint la propriété d'Henri VII et, en 1525, Henri VIII en fit don à son fils, Henry Fitzroy, qui venait tout juste d'obtenir les titres de duc de Richmond et de gardien des Marches. Une étude de cette époque décrit le château comme nécessitant des réparations. 
En 1537, Thomas Howard, second duc de Norfolk, répara le château mais, à la suite de la relocalisation du Conseil dans la ville d'York au XVIe siècle, le château commença son déclin. Une nouvelle campagne de réparations fut entreprise par Henri, comte de Huntingdon en 1572, mais en 1618, le château fut décrit comme étant en ruine. Le château fut acquis par la famille Ingram en 1622, qui utilisa de la pierre provenant du site pour la construction du bâtiment situé à proximité appelé Sheriff Hutton House. 
Le château resta dans la famille Ingram jusqu'au XXe siècle, époque à laquelle les ruines étaient utilisées comme ferme. Il fut désigné monument classé dans les années 1950, et a récemment été l'objet de quelques réparations effectuées par l'English Heritage. Aujourd'hui, le château est une propriété privée.

## Description
Le château est de forme quadrangulaire, il possède quatre tours rectangulaires placées aux quatre coins et reliées par des rangées de bâtiments entourant une cour intérieure. Les côtés nord et ouest sont droits, alors que ceux situés au sud et à l'est contiennent des angles obtus, dont chacun des centres pointent vers l'extérieur. L'entrée se trouve dans le mur côté est, elle est protégée par un corps de garde.      
Seules certaines parties des tours ont gardé leur hauteur initiale, et les rangées de bâtiments ainsi que les courtines qui les séparent, ont aujourd'hui largement disparu. Une cour intermédiaire et une cour extérieure existaient à l'origine, mais elles sont désormais occupées par la ferme adjacente.
Le château fait partie des monuments classés grade II, et est reconnu comme une structure internationale importante.